# 小長門有希的消失
《小長門有希的消失》是谷川流的原作小說《涼宮春日系列》的公式衍生作品，由外傳《小涼宮春日的憂鬱》的作者ぷよ繪製的日本漫畫作品。

## 概要
《小長門有希的消失》是基於曾經改編成動畫電影的原作小說第4卷《涼宮春日的消失》的設定及世界觀為基礎。由外傳《小涼宮春日的憂鬱》的作者Puyo以長門有希為主角及視野從長門進行的另一種可能性發展的外傳漫畫作品。描寫「感情豐富、文靜害羞少女」的長門有希與阿虛的戀愛喜劇故事。
2009年7月起在《Young ACE》創刊號（角川書店）連載至2016年9月號。2013年12月18日宣佈進行動畫製作企劃。2015年4月至7月播出電視動畫，全16話。
故事和人物設定維持《涼宮春日系列》原作小說的基本設定，但與原作小說不同的是，「長門有希和朝倉涼子是外星人」、「朝比奈實玖瑠是未來人」、「古泉一樹是超能力者」、「涼宮春日想許的願望必定會實現的能力」這些特殊能力的設定均刪除，取而代之的是所有人物和阿虛一樣都是普通的人類（即所謂的一般正常人），本作故事大體按照原小說的設定推進，但因角色均是正常人，所以故事結果均與原作不同。
而這部作品的時間設定則是快速進行，單行本第3卷時長門等人剛升上2年級，朝比奈等人則升上3年級（值得一提的是原作小說版的阿虛和長門升上2年級時被編到不同班，在這部作品裡則是一同被編在5班）。
英文副標題方面，《小長門有希的消失》在單行本被譯作「vanishing」，電視動畫則是譯作「disappearance」，與《涼宮春日的消失》的英文標題相同，電視動畫的英譯使用意圖及原因則不明。

## 登場角色
關於原作設定，請參閱「涼宮春日系列角色列表」。

### 縣立北高
長門有希（聲：茅原實里）
文藝社社長，1年級。
個性在本作中有很大變化，雖然同樣不善人際關係，但這次是基於本身內向性格，有雙重人格。
頭腦很好，但有點內向、拙於言辭。相當貪吃，容易受到食物的誘惑。愛好是看書和玩電子遊戲。
極度深的近視，甚至步行時也不能摘掉眼鏡。會叫朝倉做師博。
另一個人格的長門
單行本第4冊登場。車禍發生後出現記憶障礙，說話方式和愛好與原作的長門相近。
阿虛（聲：杉田智和）
文藝社社員，1年級。
在文藝社面臨廢社之際加入，並拉了好友谷口和國木田。曾在圖書館幫助不知道如何申請借書證的長門，因而成為她的暗戀對象。
涼宮春日的救命恩人。
在自己不知道的情況下被鶴屋強行拉入「實玖瑠粉絲俱樂部」，會員證編號是119。
朝倉涼子（聲：桑谷夏子）
文藝社社員，1年5班的班長。和長門是好友，並住在同棟大廈。
對長門非常照顧，幾乎每天晚上都會幫忙做晚飯，還會斥責電子遊戲玩過頭的長門，就像媽媽一樣的存在。
是第一個發現長門性格發生變化的人。
偶爾會惡作劇，但實際上為人不錯，是個優等生。
單行本第10冊最後前往加拿大留學。
另外，在原作小說《涼宮春日的憂鬱》本來是只在初期登場的角色，但是在這部作品不同的是與長門、阿虛並列成為準主角，而且在動畫版全勤登場。
朝比奈實玖瑠（聲：後藤邑子）
書法社社員，2年級。在學校很受男生歡迎。
鶴屋學姐（聲：松岡由貴）
書法社社員，2年級。
非常照顧朝比奈，並成立了「實玖瑠粉絲俱樂部」，因是創始人所以會員證編號是001。
谷口（聲：白石稔）
阿虛的同學，也是阿虛上高中後交的好友，為了不讓文藝社廢社而以掛名成員名義加入社團。
國木田（聲：松元惠）
阿虛的同學，與阿虛就讀同個國中，為了不讓文藝社廢社而以掛名成員名義加入社團。
黃綠江美里
學生會書記，2年級。與朝倉涼子和長門有希是從小就認識的要好三人組。
與原作小說《涼宮春日的憂鬱》的喜綠江美里有一字之差。
森園生（聲：小見川千明）
體育老師，鶴屋的剋星。
另外，在第八集出现了同名同姓的“鹤寿馆”员工，是否与上面提到的森园生是同一人尚不得而知。

### 光陽園學院
涼宮春日（聲：平野綾）
光陽園學院學生，1年級。
和古泉一樹混進北高文藝部，並成為文藝部的臨時部員，自封(篡位)為(偽)文藝部本部長。
另外，與原作小說不同的是，在這部不是作品主角，而且沒有全勤登場。
古泉一樹（聲：小野大輔）
光陽園學院學生，1年級。
另外，與涼宮一樣在這部不是作品主角而且沒有全勤登場。
佐佐木
光陽園學院學生，阿虛的初中同學。光陽園學院文化祭的執行委員。
周防九曜
光陽園學院學生，單行本第6卷登場。

### 其他
虛妹（聲：青木沙耶香）
阿虛的妹妹。原作第4卷在阿虛與長門在圖書館相遇的回想中登場。
新川（聲：大塚明夫）
電視動畫登場角色，文藝社一行人住宿的旅館「鶴壽館」的員工。兼任司機，負責將文藝部一行人從善光寺接送到旅館，正職為廚師工作。
多丸圭一（聲：井上和彥）
電視動畫登場角色，「鶴壽館」的員工。負責住房登記的業務。
多丸裕（聲：森川智之）
電視動畫登場角色，「鶴壽館」的員工。負責將文藝社一行人帶到指定的房間。

## 用語設定
縣立北高校
和前作一樣是本作的主要舞台，阿虛、長門有希和朝倉涼子所就讀的學校。
文藝社
書法社
光陽園學園
位於縣立北高校和光陽園站間的一所學校，為涼宮春日和古泉一樹所就讀的學校，前作一不同，本作的光陽園學園為男女混校。

## 出版書籍
有「*」為附原創動畫BD的限定版。
| 冊數 | 角川書店                      | 角川書店                                       | 台灣角川       | 台灣角川               |
| 冊數 | 發售日期                      | ISBN                                           | 發售日期       | ISBN                   |
| ---- | ----------------------------- | ---------------------------------------------- | -------------- | ---------------------- |
| 1    | 2010年2月2日                  | ISBN 978-4-04-715405-6                         | 2011年5月25日  | ISBN 978-986-287-168-3 |
| 2    | 2010年11月24日                | ISBN 978-4-04-715562-6                         | 2011年8月26日  | ISBN 978-986-287-301-4 |
| 3    | 2011年9月3日                  | ISBN 978-4-04-715773-6                         | 2012年3月22日  | ISBN 978-986-287-648-0 |
| 4    | 2012年5月2日                  | ISBN 978-4-04-120217-3                         | 2012年10月18日 | ISBN 978-986-287-998-6 |
| 5    | 2012年11月21日                | ISBN 978-4-04-120498-6                         | 2013年7月11日  | ISBN 978-986-325-473-7 |
| 6    | 2013年12月26日                | ISBN 978-4-04-120960-8                         | 2014年6月5日   | ISBN 978-986-366-019-4 |
| 7    | 2014年9月4日                  | ISBN 978-4-04-101754-8                         | 2015年3月20日  | ISBN 978-986-366-403-1 |
| 8    | 2015年3月4日                  | ISBN 978-4-04-101755-5                         | 2015年10月19日 | ISBN 978-986-366-775-9 |
| 9    | *2015年10月26日 2015年11月4日 | *ISBN 978-4-04-102882-7 ISBN 978-4-04-102881-0 | 2016年4月20日  | ISBN 978-986-473-053-7 |
| 10   | 2017年2月4日                  | ISBN 978-4-04-105044-6                         | 2018年5月16日  | ISBN 978-957-564-203-7 |

## 電視動畫
2013年12月18日進行「小長門有希的消失」動畫化企劃期間宣佈。是自從2010年電影《涼宮春日的消失》上映以來。在《Young Ace》2014年10月號首度發表決定以電視動畫形式播放。
2014年12月18日在公式官網正式宣布製作人員與配音班底。除保留京都動畫《涼宮春日的憂鬱》（2006年與2009年版）、《涼宮春日的消失》、《小涼宮春日的憂鬱》的部分製作人員（企劃、音響監督）和配音班底外，動畫改由SATELIGHT製作，首播時間為2015年4月3日至7月17日，在TOKYO MX、AT-X等獨立電視網播出。集數方面，與季度的電視動畫不同，總共有16話。另外，第17話為OVA，收錄於Blu-ray Disc，隨著漫畫第9卷限量版發行時附贈。內容描寫北高文藝部的暑假。另外還收錄了第17話的下集預告。

### 製作人員
- 原作：谷川流
- 漫畫：Puyo
- 角色原案：伊東雜音
- 企劃：安田猛
- 導演：和田純一
- 系列構成：待田堂子
- 角色設計、總作畫指導：伊藤郁子
- 美術監督：田尻健一
- 色彩設計：谷本千繪
- 攝影監督：岩崎敦
- 編集：定松剛
- 音響監督：鶴岡陽太
- 音響効果：森川永子
- 音樂：加藤達也
- 音樂製作：Lantis
- 統括製作人：伊藤敦
- 動畫製作人：金子文雄、江口浩平
- 動畫製作：SATELIGHT
- 製作：北高文藝部

### 主題曲
片頭曲「雪花飄搖直落的未來（フレ降レミライ）」（第2話－第17話）
塡詞：畑亞貴，作曲：佐佐倉有吾，編曲：渡邊和紀
主唱：北高文藝部女子會〔長門有希（茅原實里）、朝倉涼子（桑谷夏子）、朝比奈實玖瑠（後藤邑子）、鶴屋學姐（松岡由貴）、涼宮春日（平野綾）〕
片尾曲「謝謝你，最喜歡了（ありがとう、だいすき）」（第1話－第17話）
塡詞：畑亞貴，作曲：rino，編曲：Evan Call，主唱：茅原實里
插入曲
「發現Happy Life」（第8話）
塡詞：畑亞貴，作曲、編曲：橋本由香利，主唱：朝比奈實玖瑠（後藤邑子）
「giragira shake」（第8話、第17话）
塡詞：真崎エリカ，作曲、編曲：酒井拓也，主唱：阿虛（杉田智和）（第8話）、朝比奈實玖瑠（後藤邑子）＆鶴屋學姐（松岡由貴）（第17话）

### 各話列表
| 話數           | 日文標題        | 中文標題                             | 劇本     | 分鏡              | 演出              | 作畫監督                                                                | 總作畫監督 |
| -------------- | --------------- | ------------------------------------ | -------- | ----------------- | ----------------- | ----------------------------------------------------------------------- | ---------- |
| 第1話          |                 | 重要的場所                           | 待田堂子 | 和田純一          | 和田純一          | 今西亨                                                                  | 伊藤郁子   |
| 第2話          |                 | 普世歡騰                             | 待田堂子 | 和田純一          | 飛田剛            | 井上美紀                                                                | 伊藤郁子   |
| 第3話          |                 | 涼宮春日！！                         | 待田堂子 | 島津裕行          | 羽多野浩平        | 古澤貴文                                                                | 伊藤郁子   |
| 第4話          | Be My Valentine | 我的情人節                           | 待田堂子 | 竹下良平          | 竹下良平          | 川島尚、田中知江                                                        | 伊藤郁子   |
| 第5話          |                 | 少女的憂鬱                           | 待田堂子 | 和田純一          | 近藤一英          | 青木美穗、大橋幸子 北澤典子、長坂寬治 丸山修二                          | 伊藤郁子   |
| 第6話          | Over the Obento | 在這便當                             | 和場明子 | 羽多野浩平        | 羽多野浩平        | 古澤貴文、松本文男 福世孝明                                             | 伊藤郁子   |
| 第7話          |                 | 心願                                 | 根元歲三 | 竹下良平          | 安藤健            | 飯飼一幸、岩岡優子 福世孝明、松本文男                                   | 伊藤郁子   |
| 第8話          |                 | 涼宮春日的計謀                       | 寺澤雄三 | 竹下良平          | 竹下良平          | 伊藤真理子、椛島洋介 木野下澄江、清水貴子 丸山修二                      | 井上英紀   |
| 第9話          |                 | 將那雙手…                            | 待田堂子 | 羽多野浩平        | 羽多野浩平        | 古澤貴文、福世孝明                                                      | 伊藤郁子   |
| 第10話         |                 | Someday in the Rain （有一天在雨中） | 和場明子 | 安田賢司          | 飛田剛            | 香川久、川島尚                                                          | 伊藤郁子   |
| 第11話         |                 | 小長門有希的消失I                    | 根元歲三 | 石平信司          | 古賀一臣          | 金田榮二、島田英明 館崎大、丸山修二                                     | 井上英紀   |
| 第12話         |                 | 小長門有希的消失II                   | 根元歲三 | 安田賢司          | 大脊戶聰          | 齋藤圭太                                                                | 今西亨     |
| 第13話         |                 | 小長門有希的消失III                  | 待田堂子 | 和田純一          | 大和直道          | 伊藤郁子、今西亨 香川久、川島尚 丸山修二                                | 伊藤郁子   |
| 第14話         |                 | 少女的困惑                           | 和場明子 | 竹下良平          | 竹下良平          | 本田創一、陣內美帆 柳田幸平、服部憲之 吉井弘幸、野口孝行 荒木裕         | 井上英紀   |
| 第15話         |                 | 他的迷惘                             | 待田堂子 | 水本葉月          | 水本葉月          | 古澤貴文、松本文男 福世孝明                                             | 今西亨     |
| 第16話         |                 | 煙火                                 | 待田堂子 | 和田純一          | 飛田剛            | 井上英紀、今西亨 大橋幸子、川島尚 清水貴子、陣內美保 本田創一、丸山修二 | 伊藤郁子   |
| 第17話 （OVA） |                 | 不会完结的暑假                       | 待田堂子 | 石平信司 大脊戶聰 | 和田純一 大脊戶聰 | 伊藤郁子、井上英紀 工藤裕加、清水貴子 陣内美帆、服部憲知 丸山修二       | 伊藤郁子   |

### 播放電視台
日本深夜動畫：下文記載的日本国内播放時間使用日本標準時間（UTC+9）表示。因為部分時間标识會採用30小时制，因此請留意这类超过24:00的时间，其實際播放時間為翌日清晨。
| 播放地區 | 播放電視台  | 播放日期              | 播放時間（UTC+9）         | 所屬聯播網 | 備註           |
| -------- | ----------- | --------------------- | ------------------------- | ---------- | -------------- |
| 東京都   | TOKYO MX    | 2015年4月3日－7月17日 | 星期五 25時40分－26時10分 | 獨立局     |                |
| 日本全國 | AT-X        | 2015年4月4日－7月18日 | 星期六 22時30分－23時00分 | CS衛星放送 | 有重播         |
| 日本全國 | BS11        | 2015年4月4日－7月18日 | 星期六 27時00分－27時30分 | BS衛星放送 | 「ANIME+」時段 |
| 埼玉县   | 埼玉电视台  | 2015年4月5日－7月19日 | 星期日 24時00分－24時30分 | 獨立局     |                |
| 千叶县   | 千叶电视台  | 2015年4月5日－7月19日 | 星期日 24時00分－24時30分 | 獨立局     |                |
| 神奈川县 | tvk         | 2015年4月5日－7月19日 | 星期日 24時00分－24時30分 | 獨立局     |                |
| 兵库县   | SUN电视台   | 2015年4月5日－7月19日 | 星期日 24時30分－25時00分 | 獨立局     |                |
| 福冈县   | TVQ九州放送 | 2015年4月5日－7月19日 | 星期日 26時35分－27時05分 | 东京电视网 | [ 註 2 ]       |
| 长野县   | 信越放送    | 2015年4月6日－7月20日 | 星期一 25時55分－26時25分 | TBS电视网  |                |
| 岐阜县   | 岐阜放送    | 2015年4月7日－7月21日 | 星期二 24時00分－24時30分 | 獨立局     |                |
| 三重县   | 三重电视台  | 2015年4月8日－7月22日 | 星期三 25時20分－25時50分 | 獨立局     |                |

### 藍光／DVD
| 卷 | 發售日         | 收錄話         | 規格編號  | 規格編號   |
| 卷 | 發售日         | 收錄話         | 藍光      | DVD        |
| -- | -------------- | -------------- | --------- | ---------- |
| 1  | 2015年6月26日  | 第1話－第2話   | KAXA-7251 | KABA-10358 |
| 2  | 2015年7月31日  | 第3話－第4話   | KAXA-7252 | KABA-10359 |
| 3  | 2015年8月28日  | 第5話－第6話   | KAXA-7253 | KABA-10360 |
| 4  | 2015年9月25日  | 第7話－第8話   | KAXA-7254 | KABA-10361 |
| 5  | 2015年10月30日 | 第9話－第10話  | KAXA-7255 | KABA-10362 |
| 6  | 2015年11月27日 | 第11話－第12話 | KAXA-7256 | KABA-10363 |
| 7  | 2015年12月25日 | 第13話－第14話 | KAXA-7257 | KABA-10364 |
| 8  | 2016年1月29日  | 第15話－第16話 | KAXA-7258 | KABA-10365 |

### 小說版
《小長門有希的消失 某一天》（長門有希ちゃんの消失 とある一日）角川Sneaker文庫（KADOKAWA/角川書店BC）2015年4月1日發售，作者新木伸。
- 小長門有希的消失 某一天　2015年4月1日初版發行 ISBN 978-4-04-102896-4

## 外部連結
- 電視動畫「小長門有希的消失」官方網站 （页面存档备份，存于） （日語）
- 「小長門有希的消失」北高文藝部廣播支部（廣播官方網站） （日語）
- 電視動畫官方的X（前Twitter） （日語）
- 原作官方的X（前Twitter） （日語）